# Podocorynoides
Podocorynoides is een geslacht van neteldieren uit de familie van de Rathkeidae.

## Soort
- Podocorynoides minima (Trinci, 1903)